# S-腺苷高半胱氨酸
S-腺苷-L-高半胱氨酸（简称为SAH）是一种氨基酸衍生物，在大多数生物体中的一些代谢途径中有着重要的作用。这是一个合成半胱氨酸和腺苷的代谢中间产物。
S-腺苷-L-高半胱氨酸是S-腺苷-L-甲硫氨酸（SAM）经脱甲基作用而形成的。